# لمه ارامنه (خداآفرین)
صادق بگلو یکی از روستاهای استان آذربایجان شرقی است که در دهستان منجوان غربی بخش منجوان شهرستان خداآفرین واقع شده‌است. روستای صادق بگلو در مجاور روستاهای لوله ارامنه و کریم خانلو میباشد
در سال ۷۳ اهالی روستا به شهر کوچ کردند و متاسفانه روستا خالی از سکنه شد
در سال ۱۳۹۳ اهالی روستا تصمیم گرفتند بار دیگر به زادگاه خود برگردند ولی به دلیل دخالت های محیط زیست و بنیاد مسکن این اجازه به اهالی داده نشد
اهالی حتی در سال ۹۸ با جمع آوری مقداری پول توانستند راه و لوله کشی آب روستا رو احیا کنند.
اهالی روستا همچنان در انتظار هستند تا بنیاد مسکن و محیط زیست اجازه بدهند تا دوباره بتوانند به زادگاه خود برگردند